# Bitva u Trasimenského jezera
Bitva u Trasimenského jezera (21. červen 217 př. n. l.) byla střetnutím mezi římským vojskem vedeným konzulem Gaiem Flaminiem (31 tisíc) a armádou kartaginského vojevůdce Hannibala (asi 40 tisíc). Hannibal tehdy skryl svou armádu v lesích severovýchodně od Trasimenského jezera a připravil tak past, do níž římská armáda bezhlavě nakráčela. Když posléze Hannibalovy jednotky napadly pochodující kolonu římské armády, která se pohybovala po úzkém prostoru mezi jezerem a horami, ta neměla šanci na úspěšný odpor a byla rozdrcena. Jen její menší části se podařilo uniknout. Ztráty Římanů byly 15 tisíc zabitých a utopených a 15 tisíc zajatých, ztráty Kartaginců byly 1 500 lidí. Byla to jedna z nejkrvavějších bitev té doby.

## Důsledek bitvy
Po bitvě u Trasimemnského jezera měl Hannibal uvolněnou cestu do jižní Itálie. Konzul Gaius Flaminius zahynul v bitvě a v Římě nastala doba, aby si za vládce zvolili místo dvou konzulů jediného vojenského diktátora, který by Hannibala zastavil. Stal se jím starý sedmdesátiletý Quintus Fabius Cunctator. Fabius na rozdíl od svých předchůdců odmítal souhlasit s vysláním římských legií do pole a hodlal oslabit Kartagince vyčerpávající taktikou opotřebovávací války a drobnými přepady, přestože kartaginská armáda poměrně beztrestně plenila jižní Itálii. Hannibalův pobyt na jihu Itálie způsoboval početné armádě Punů značné zásobovací potíže.